# King’s Head Hotel
A King’s Head Hotel a walesi Monmouth központjának egyik jelentős műemléke. A 17. század közepén felhúzott épületben egykoron a város egyik leghíresebb fogadója működött és állítólag I. Károly angol király is megszállt benne 1645-ben. Az épület a város fő terén, az Agincourt Square-en áll, a Shire Hallal szemben, a tér és a Glyndŵr Steet sarkán. A fekete-fehérre festett homlokzatú épület a 17. század végére a város jelentős fogadójává vált. Az íves kapuján keresztül megközelíthető udvarában cserélték és abrakolták a londoni postakocsik lovait. Az épületet ma a J D Wetherspoon kocsmalánc birtokolja. Egyike a monmouthi örökség tanösvény huszonnégy állomásának. A King’s Head Hotel II*. kategóriás brit műemléknek (British Listed Buildings) számít.

## Története és leírás
A King’s Head épületegyüttese uralja az Agincourt Square alsó részét. A jelenleg kocsmaként üzemelő 17. századi épülethez tartoztak a szomszédos épületek is, bal oldalon az egykori Monmouth Bank épülete valamint a jobb oldalon az 1877-ben Thomas Henry Wyatt által alapított klub (County Clun) épülete is, amelynek szembetűnő építészeti eleme a homlokzat síkjából kiugró ablakfülke. A King’s Head egészen a St John’ Streetig nyúlt ki, ahol az istállói álltak. Mivel az istállók túlnyúltak az egykori várárkon, az épület vége egy emeletnyivel került mélyebbre. Richard Ballard monmouthi postafőnök polgármestersége idején, 1675-ben fontos postakocsi-állomás lett. Mivel lelkes királypárti volt, az állította, hogy I. Károly angol király is megszállt a fogadóban és ennek emlékére ezüst érméket nyomtatott „God Preserve our Gracious King” (magyarul: Az Isten tartsa meg kegyelmes királyunkat) felirattal. Károlyról úgy tartják, hogy 1645-ben szállt meg itt, útban Raglan vára felé. Ennek emlékére a fogadós egy gipsz domborművet készíttetett 1673-ban, amely napjainkban is látható a bal oldali bár kandallója fölött. Nem tudni azonban, hogy ez utóbbi esetben I. vagy II. Károlyról van-e szó, esetleg mindkettőről vagy talán egyikről sem, viszont a történészek ezen eseményeket valószínűtlennek tartják.
1820-ban William Cobbett röpiratíró tartott beszédet a fogadóban, miután sikertelenül jelöltette magát képviselőnek az angol parlamentbe Coventry körzetében. Elsősorban papírpénz-ellenességéről volt híres valamint a parlamenti reform melletti elkötelezettségéről.
1835-ben tizenöt fogadó üzemelt az Agincourt Square-en, amiről egy rövid rímvers is született:
A gin court here, (Egy gin ivó itt)
 a gin court there, (egy gin ivó ott)
 no wonder they call it (a s neve ezért)
A-gin-court Square. (A-gin-ivó tér)
Ennek ellenére a King’s Head Hotelt nem lehetett gin ivónak (angolul: Gin court) nevezni, hiszen a The Beaufort Arms Hotel megépítéségi Monmouth legfontosabb szálláshelyének számított. A fogadóból rendszeres postakocsi járatok indultak Ross-on-Wye-ba, Gloucesterbe, Cheltenhambe, Oxfordba és Londonba, noha ez utóbbi tizennyolc órányi utazásra volt. A postakocsik a vasút megérkezésével, 1857-ben merültek feledésbe. Ebben az időben egy londoni 14 shilling 7 pennybe került. 1840-ben a szállodának 18 hálószobája volt és 16 lovat tartott csere céljaira a postakocsik számára. Noha 1870-ben tűz ütött ki az épületben, mégis nagyrészt fennmaradt eredeti formájában.
A 20. század elején a szálloda továbbra is fenntartotta az istállót, de az egyre népszerűbb kerékpárok és autók számára is tartott fenn garázst. A szálloda napjainkban is üzemel bed and breakfast jelleggel. Elveszítette utazóközönségét is, hiszen az egykori postakocsikat felváltó buszok a tőle távolabb eső, a Monnow Street végében kialakított buszállomásról indulnak.

## Fordítás
- Ez a szócikk részben vagy egészben  a   Kings Head Hotel, Monmouth című angol Wikipédia-szócikk ezen változatának fordításán alapul.  Az eredeti cikk szerkesztőit annak laptörténete sorolja fel. Ez a jelzés csupán a megfogalmazás eredetét és a szerzői jogokat jelzi, nem szolgál a cikkben szereplő információk forrásmegjelöléseként.